# Siemianowice Śląskie
Siemianowice Śląskie este un municipiu în Polonia.